# Traités SALT
Pour les articles homonymes, voir Salt.
Convention sur l'interdiction des armes biologiques (1972) Traité relatif à la limitation des systèmes contre les missiles balistiques (dit ABM) (1972)
Les traités SALT (de l'anglais Strategic Arms Limitation Talks, litt. « négociations sur la limitation des armes stratégiques ») sont deux traités de maîtrise des armements conclus entre les États-Unis et l'URSS durant la guerre froide. Après un processus de négociations entamé en 1969, le traité SALT I est signé en 1972 et SALT II en 1979.
Le traité SALT I concerne les armes stratégiques offensives. Il est signé en même temps que le traité concernant la limitation des systèmes antimissiles balistiques (dit traité ABM) qui porte lui sur les armes stratégiques défensives. Le traité SALT I s'inscrit dans le cadre des obligations des États-Unis et de l'URSS en vertu de l'article VI du traité sur la non-prolifération des armes nucléaires (TNP), signé en 1968 et entré en vigueur en 1970.
Le traité SALT II n'est finalement pas ratifié et n'entrera donc jamais en vigueur.

## Contexte
La crise de Cuba de 1962 provoque une prise de conscience du danger nucléaire tant aux États-Unis qu'en Union soviétique et ouvre une période de relative stabilité dans la guerre froide. Kennedy et Khrouchtchev initient dès 1963 cette recherche d'un monde plus sûr qui repose davantage sur une parité militaro-stratégique entre les deux superpuissances que sur la tentative de prendre l'ascendant sur l'autre. Le discours de Kennedy du 10 juin 1963 l'illustre spectaculairement dans lequel il affirme que « les deux pays partagent une humanité commune et un intérêt commun à éviter une catastrophe nucléaire et à construire une paix sincère ». Concrètement, les deux États établissent à partir du mois d’août 1963 une ligne de communication directe  entre la Maison-Blanche et le Kremlin pour le cas où une autre crise surviendrait, et concluent le traité interdisant les essais d'armes nucléaires dans l'atmosphère, dans l'espace extra-atmosphérique et sous l'eau.
Leurs successeurs, Johnson et Brejnev, vont poursuivre cette politique malgré la persistance de l'antagonisme des deux puissances, particulièrement au Moyen-Orient où le conflit israélo-arabe s'exacerbe et en Asie en raison de la guerre du Viêt Nam. Dans son discours sur l'état de l'Union de janvier 1967, Johnson déclare « notre but n’est pas de continuer la guerre froide mais d’y mettre un terme ». En URSS, la destitution de Khrouchtchev et la mise en place d'une nouvelle direction collégiale où Brejnev va progressivement s'imposer comme l'homme fort notamment sur les sujets de relations internationales se traduit par une période de transition, peu propice aux grandes initiatives sauf dans le domaine du rattrapage du retard pris sur les Américains dans la compétition nucléaire.
En 1961, Kennedy avait lancé le programme Minuteman, consistant à placer en silos protégés environ 1 000 ICBMs et le programme Polaris, consistant à déployer environ 650 SLBM lancés depuis 41 sous-marins nucléaires lanceurs d'engins (SNLE). À la charnière des années 1950–1960, les Soviétiques avaient donné la priorité au déploiement de fusées à moyenne portée SS-4 et SS-5 pouvant frapper le continent européen et son pourtour mais incapables d’atteindre les États-Unis. Changeant de priorité, les Soviétiques déploient dans la seconde moitié des années soixante des ICBM lourds SS-9 (destinés à contrer le Titan américain) et des ICBM SS-11 en silos souterrains bétonnés au rythme de 200 à 300 par an. À la fin de la décennie 1960, les Soviétiques disposent de plus d'ICBM que les Américains.
| Sigle     | Année de signature | Année de ratification       |
| --------- | ------------------ | --------------------------- |
| SALT I    | 1972               | 1972                        |
| SALT II   | 1979               | ❌                          |
| INF       | 1987               | 1988                        |
| START I   | 1991               | 1994                        |
| START II  | 1993               | 1996 États-Unis 2000 Russie |
| SORT      | 2002               | 2003                        |
| New START | 2010               | 2011                        |

Dans les années 1968–1969, les arsenaux stratégiques des deux superpuissances se trouvent en situation de parité. Les deux protagonistes reconnaissent que, sans accord sur des limites concertées, la course aux armements nucléaires risque à la fois d’imposer aux économies des coûts insupportables et de menacer la stabilité internationale peu à peu établie depuis 1962. La stabilité de leur relation stratégique devient pour les deux superpuissances un acquis plus important que les idéologies et les ambitions qui les opposent. La rencontre de Glassboro entre le président Johnson et le Premier ministre Kossyguine en juin 1967 marque le premier pas vers le processus de contrôle des armements. Il est de l'intérêt de chaque partie de planifier en commun l'évolution future des arsenaux pour éviter les risques de voir l'autre prendre un avantage unilatéral décisif.
À partir de 1969, Nixon et son conseiller Kissinger, engagent une politique extérieure réaliste et volontariste, largement compatible avec les vues de Brejnev, qui est convaincu de l'impossibilité de gagner une guerre nucléaire et recherche, maintenant que la parité militaire est atteinte, la reconnaissance de l'URSS comme une superpuissance politique sur un pied d'égalité avec les États-Unis. Des négociations sont engagées qui aboutissent le 30 septembre 1971 à un premier Accord relatif à certaines mesures destinées à réduire le risque de déclenchement d'une guerre nucléaire « afin d'éviter que des armes nucléaires soient utilisées accidentellement ou sans autorisation »,.

## Accords SALTI
Le 20 janvier 1969, jour d'investiture de Nixon, l'Union soviétique exprime sa volonté de discuter de limitation des armements stratégiques. Les pourparlers s'engagent le 17 novembre 1969 sur les armements stratégiques offensifs et sur les systèmes défensifs. Les deux parties se retrouvent rapidement dans une impasse en raison d'un désaccord sur les types d'armes à inclure dans le traité : l'URSS insiste pour que les systèmes nucléaires américains en Europe soient inclus dans l'équation stratégique, tandis que les États-Unis veulent qu'ils soient traités dans un forum différent, en même temps que les systèmes soviétiques à courte et moyenne portée. Le 20 mai 1971, les États-Unis et l'URSS annoncent être parvenus à un accord préliminaire sur deux documents séparés, un accord intérimaire de limitation de certains systèmes offensifs stratégiques et un traité visant à limiter les systèmes ABM.
Le traité SALT I est signé le 26 mai 1972 à Moscou entre les Américains et les Soviétiques par Richard Nixon et Léonid Brejnev. Son nom officiel est Accord intérimaire entre les États-Unis d'Amérique et l'Union des républiques socialistes soviétiques relatif à certaines mesures concernant la limitation des armes offensives stratégiques. Le traité SALT I est ratifié le 3 octobre 1972 par les États-Unis et l'Union soviétique.
Cet accord provisoire est valable pour une durée de cinq ans. Il expire donc le 3 octobre 1977, toutefois, les États-Unis annoncent le 23 septembre 1977 qu'ils continueront de l'observer tant que se poursuivront en parallèle les négociations relatives au traité SALT II. L'Union soviétique fait une annonce similaire le 25 septembre 1977.
Cet accord n'entraîne pas de réduction des armements stratégiques offensifs ni aucune forme de désarmement, mais, pour la première fois, fixe un plafond au niveau atteint au moment de sa conclusion pour deux catégories d'armements : les missiles balistiques intercontinentaux (ICBM) et les missiles balistiques lancés depuis des sous-marins. Les bombardiers stratégiques et les autres armes nucléaires américaines et soviétiques déployées en Europe ne sont pas couvertes par cet accord.

## Accords SALTII

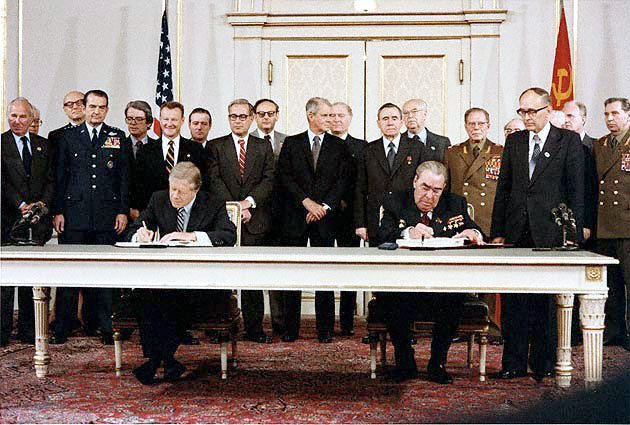
Jimmy Carter et Léonid Brejnev signent l'accord à Vienne (Autriche) le 18 juin 1979.

Les négociations continuent entre les deux grandes puissances. Le 18 juin 1979 à Vienne, Jimmy Carter pour les Américains et Léonid Brejnev pour les Soviétiques signent le traité SALT II. Celui-ci apporte des limitations supplémentaires par rapport à SALT I et définit un plafond précis de bombardiers et de lance-missiles tolérés, ce qui implique la destruction du surnombre. Il interdit également l'envoi d'armes nucléaires dans l'espace et le Fractional Orbital Bombardment System.
Du fait de la dégradation des relations Est-Ouest, due au constat en 1978–1979 que l'URSS profitait davantage que les États-Unis de la détente, le Sénat des États-Unis refusa pendant six mois les sollicitations du Président Carter de ratifier le traité et le président renonça finalement à cette requête après l'invasion soviétique en Afghanistan. On a fait remarquer toutefois que l'intervention du 27 décembre 1979 intervenant six mois après la signature du traité alors qu'il avait fallu seulement quatre mois (26 mai – 3 octobre 1972) pour obtenir la ratification du traité SALT entre Nixon et Brejnev, ce refus persistant a peut-être levé les hésitations du Kremlin à répondre positivement aux demandes insistantes d'intervention, formulées par le gouvernement afghan depuis le printemps 1979 à l'Union soviétique. Toutefois, même sans avoir été ratifié, les termes du traité furent respectés dans la pratique.

## Limites  prévues par les traités SALT
| Élément caractéristique du traité | SALT I         | SALT I         | SALT II           | SALT II      | SALT II      | SALT II      |
| --------------------------------- | -------------- | -------------- | ----------------- | ------------ | ------------ | ------------ |
| Date de signature                 | 26 mai 1972    | 26 mai 1972    | 18 juin 1979      | 18 juin 1979 | 18 juin 1979 | 18 juin 1979 |
| Date d'entrée en vigueur          | 3 octobre 1972 | 3 octobre 1972 | Non-ratifié       | Non-ratifié  | Non-ratifié  | Non-ratifié  |
| Plafonds sur les lanceurs         | États-Unis     | URSS           | États-Unis / URSS | dont Mirvés  | dont Mirvés  | dont Mirvés  |
| ICBM                              | 1 054          | 1 618          | 2 250             | 820          | 1 200        | 1 320        |
| SLBM                              | 656            | 950            | 2 250             |              | 1 200        | 1 320        |
| Bombardiers / ASBM                | Libre          | Libre          | 2 250             |              | 1 200        | 1 320        |
| Bombardiers / ALCM                | Libre          | Libre          | 2 250             |              |              | 1 320        |
| Bombardiers / Bombes              | Libre          | Libre          | 2 250             |              |              |              |

Notes relatives au tableau

1. ↑  Lanceurs équipés de têtes multiples (en anglais MIRV pour Multiple Independant Reentry Vehicle)
2. ↑  ASBM : missile balistique air-sol - En pratique, ce type d'arme n'a jamais atteint le stade opérationnel - L'exemple le plus avancé en est le Skybolt, abandonné fin 1962.
3. ↑  ALCM : missile croisière air-sol d'une portée supérieure à 600 km.
4. ↑  Bombardier équipé de bombes et non-équipé d'ASBM ou d'ALCM.

#### Textes officiels
- « Accord intérimaire relatif à certaines mesures concernant la limitation des armes offensives stratégiques (SALT I) », sur ONU - Recueil des traités, 1972 (consulté le 24 janvier 2020).
- « Accord entre les États-Unis d'Amérique et l'Union des républiques socialistes soviétiques relatif à la prévention de la guerre nucléaire », sur ONU - Recueil des traités, 1973 (consulté le 14 mars 2020).
- « Traité entre les États-Unis d'Amérique et l'Union des Républiques Socialistes Soviétiques sur la limitation des armements stratégiques offensifs (SALT II) », sur Persée - Politique étrangère, 1979 (consulté le 14 mars 2020).

#### Autres ouvrages
- (en) Notburga K. Calvo-Goller et Michael A. Calvo, The SALT Agreements : Content, Application, Verification, Dordrecht/Boston/Lancaster, Martinus Nijhoff Publishers, 1987, XXVI-428 p. (ISBN 90-247-3547-5, lire en ligne).
- Claude Cartigny, « Il y a quarante ans, les accords SALT », Recherches internationales, no 94,‎ janvier-mars 2013, p. 155–170 (DOI 10.3406/rint.2013.1294, lire en ligne).
- Georges Fischer, « Les accords SALT II », Annuaire français de droit international, no 25,‎ 1979, p. 129–202 (DOI 10.3406/afdi.1979.2153, lire en ligne).
- Pierre Mélandri, La Politique extérieure des États-Unis de 1945 à nos jours, PUF, coll. « Politique d'aujourd'hui », 1995, 2e éd., 325 p. (ISBN 2-13-046680-X) ; 1re éd. : La Politique extérieure des États-Unis de 1945 à nos jours, PUF, coll. « L'Historien », 1982, 256 p. (ISBN 2-13-037336-4, 978-2-13-069538-7 et 978-2-13-065788-0, DOI 10.3917/puf.melan.1982.01, lire en ligne).
- (en) Nuclear Threat Initiative (NTI), Strategic Arms Limitation Talks (SALT I), 26 octobre 2011 (lire en ligne).
- (en) Nuclear Threat Initiative (NTI), Strategic Arms Limitation Talks (SALT II), 26 octobre 2011 (lire en ligne).
- (en) U.S. Department of State, Strategic Arms Limitation Talks (SALT I) (narrative) (lire en ligne).
- (en) U.S. Department of State, Treaty Between The United States of America and The Union of Soviet Socialist Republics on the Limitation of Strategic Offensive Arms (SALT II), 1979 (lire en ligne).